# Stéphanie af Luxembourg
Stéphanie af Luxembourg (født 18. februar 1984 i Ronse i Østflandern) er arvestorhertuginde af Luxembourg. Hun blev født i Belgien som Stéphanie Marie Claudine Christine de Lannoy og var grevinde af fødsel. Hun er arvestorhertuginde gennem ægteskab med arvestorhertug Guillaume af Luxembourg.

## Baggrund
Stéphanie voksede op i Belgien, som barn af grev Philippe de Lannoy og Alix della Faille de Leverghem. Hun har fransk som modersmål.
Efter endt uddannelse tilbragte hun et år i Moskva, hvor hun lærte russisk og studerede litteratur. Hun studerede så tysk ved Université catholique de Louvain. Hun fortsatte studierne i Berlin, hvor hun også arbejdede som praktikant ved det vallonske eksportkontor i Belgiens ambassade. Efter dette arbejdede Stéphanie i erhvervslivet.

## Ægteskab og børn
Den 19. oktober 2012 giftede hun sig med Guillaume af Luxembourg. Den borgerlige vielse blev dagen derefter efterfulgt af kirkebryllup. Parret indgik forlovelse i marts 2012. Hun fik luxemburgsk statsborgerskab ved en særlig lov af 10. oktober 2012.
Den 6. december 2019 annoncerede Guillaumes forældre, at Stéphanie de Lannoy er gravid med sit første barn, og at barnet vil blive nummer to i arvefølgen til Luxembourgs trone efter sin far. Fødslen er planlagt til maj 2020.
Den 10. maj 2020 fødes Guillaume og Stephanies første barn, prins Charles af Luxemburg.
Deres anden søn, Prins François af Luxembourg, blev født den 27. marts 2023.

## Titel og prædikater
Stéphanie tituleres som Hendes Kongelige Højhed prinsesse Stéphanie, arvestorhertuginde af Luxembourg.